# Сепаратний мир
Сепаратний мир — мирний договір або перемир'я, укладені з противником однією з держав, що входить до коаліції країн, які ведуть війну, без відома чи згоди своїх союзників.
У міжнародному праві договір про мир чи перемир'я у війні, укладений однією державою (або групою держав) з противником окремо від своїх союзників, що входять до коаліції держав, які беруть участь у війні.
Укладенню сепаратного миру передують сепаратні переговори з противником, які ведуться під час воєн, дій також без відома інших учасників коаліції або союзу. Ведення сепаратних переговорів та укладення сепаратного миру є порушенням зобов'язань щодо своїх союзників, які перебувають у стані війни. Об'єднавшись для ведення війни зі спільним противником, учасники коаліції (союзу), зважаючи на історичні уроки ведення воєн, дій, з метою створення умов для своєї безпеки, як правило, беруть на себе взаємні зобов'язання щодо відмови вести сепаратні переговори і укладати сепаратний мир. Так, у період Другої світової війни 1939—45 представники 26 країн (антигітлерівська коаліція) підписали Вашингтонську декларацію 1942, згідно з якою вони взяли на себе зобов'язання не вести сепаратних переговорів і не укладати сепаратного миру з противником. У сучасному міжнародному праві термін «сепаратний мир» не вживається.

## Історичні приклади сепаратного миру
- Брестський мир між представниками Росії та Центральних держав
- Андрусівський мир між Московським царством та Річчю Посполитою (Польщею)
- Базельський мирний договір